# دختری در قطار (فیلم ۲۰۱۶)
دختری در قطار (به انگلیسی: The Girl on the Train) یک فیلم دلهره‌آور روان‌شناختی آمریکایی، به نویسندگی ارین کرسیدا ویلسون و کارگردانی تیت تیلور است، که اقتباسی از رمانی با همین نام به قلم نویسندهٔ بریتانیایی پائولا هاوکینز است. از بازیگران این فیلم می‌توان به امیلی بلانت، ربکا فرگوسن، هیلی بنت، جاستین ثرو، لوک ایوانز و ادگار رامیرس اشاره کرد.
فیلمبرداری دختری در قطار از ۴ نوامبر ۲۰۱۵ در نیویورک انجام شد و نمایش افتتاحیه فیلم در تاریخ ۲۰ سپتامبر ۲۰۱۶ در اودئون میدان لستر بود و سپس توسط یونیورسال استودیوز در ۷ اکتبر ۲۰۱۶ در ایالات متحده اکران شد. فیلم با واکنش‌های ضد و نقیضی از سوی منتقدان همراه بود اما عملکرد بازیگری بلانت مورد تحسین قرار گرفت. دختری در قطار در گیشه موفق ظاهر شد و ۱۷۳ میلیون دلار در سراسر جهان فروش کرد در حالی که ۴۵ میلیون دلار بودجه ساخت آن بوده است. یک بازسازی هندی در فوریه ۲۰۲۱، با نقش‌آفرینی بازیگر بالیوودی پرینیتی چوپرا در نقش اصلی به نمایش در آمد.

## داستان
در این فیلم با داستان زندگی ریچل (امیلی بلانت) پس از طلاقش آشنا می‌شویم. ریچل زنی دائم‌الخمر است و به تازگی دچار مشکلات عصبی شده است. یکی از کارهای روزمرهٔ ریچل این است که زمانی که با قطار در حال رفت و آمد به محل کارش است از مقابل خانهٔ قدیمی خود و همسر سابقش عبور کند و زندگی گذشته خود را با زندگی زوج جوان دیگر که در همسایگی خانهٔ قدیم هستند مقایسه کند، این زوج که از نظر ریچل خوشبخت‌ترین زوج جهان هستند مگان (بنت) و اسکات (ایوانز) نام دارند. در یکی از همین روزها که ریچل در حال تماشای زندگی این زوج از داخل قطار است ناگهان با صحنهٔ تکان دهنده‌ای مواجه می‌شود. روز بعد ریچل با احساس خماری زیاد و جای چند زخم و کبودی بر روی بدنش از خواب بیدار می‌شود و از گزارش تلویزیونی متوجه می‌شود که مگان ناپدید شده. اکنون ریچل تنها کسی است که می‌تواند در بسته شدن این پرونده همیار پلیس باشد، اما مشکل اصلی اینجاست که ریچل از آن شب چیزی را به خاطر نمی‌آورد.

## بازیگران
- امیلی بلانت در نقش ریچل واتسون، یک زن مطلقهٔ تنها و دائم‌الخمر
- ربکا فرگوسن در نقش آنا واتسون، مشاور املاک و مستغلات و زن تام
- هیلی بنت در نقش مگان هیپ‌ول، پرستار کودک آنا و تام
- جاستین ثرو در نقش تام واتسون، همسر سابق ریچل و شوهر کنونی آنا
- لوک ایوانز در نقش اسکات هیپ‌ول، شوهر مگان
- الیسون جنی در نقش رایلی، یک کارآگاه
- ادگار رامیرس در نقش دکتر کمال عبدیک، روان‌پزشک مگان
- لیسا کودرو در نقش مارتا، همسر سابق رئیس تام
- لورا پرپون در نقش کتی، دوست دانشگاه و هم‌اتاقی ریچل
- دارن گلدستین در نقش «مرد کت شلواری»